# Бреретон, Уильям, 2-й барон Бреретон
Сэр Уильям Бреретон (англ. Sir William Brereton; 28 апреля 1611 — апрель 1664) — английский аристократ, 2-й барон Бреретон в пэрстве Ирландии с 1631 года. Участвовал в гражданской войне на стороне короля. Лорд-лейтенант Чешира (1660—1664), депутат Палаты общин Англии как рыцарь графства Чешир (1661—1664).

## Биография
Уильям Бреретон принадлежал к старинному и влиятельному рыцарскому роду из Чешира, представители которого с XII века жили в усадьбе Бреретон и с 1547 года представляли своё графство в Палате общин. Он родился в 1611 году в семье сэра Джона Бреретона и Анны Фиттон. Дед Уильяма, носивший то же имя, в 1624 году получил ирландский баронский титул. Потеряв сначала отца, а потом деда, Уильям-младший в 1624 году стал 2-м бароном Бреретон.
В отличие от своего сородича Уильяма Бреретона, 1-го баронета (пресвитерианина и сторонника парламента), 2-й барон принадлежал к англиканской церкви и был роялистом. Во время гражданской войны он поддержал короля Карла I, снабжая его армию; в Бреретоне в эти годы находился гарнизон кавалеров. Войска парламента в 1644 году взяли Бреретона в плен в Биддульф Хаусе, после чего на него был наложен огромный штраф в 2538 фунтов 18 шиллингов. Барон смог выплатить эти деньги, только продав часть земли.
Во времена Республики Бреретон оставался в Англии и считался неблагонадёжным. В 1659 году он участвовал в восстании роялистов во главе с сэром Джорджем Бутом. После Реставрации в 1660 году барон стал лордом-лейтенантом Чешира совместно с Чарльзом Стэнли, 8-м графом Дерби, в 1661 году был избран в Палату общин как рыцарь графства. Он участвовал в работе 49 комитетов. Бреретон умер в апреле 1664 года после сильной простуды.
Барон был женат на Элизабет Горинг, дочери Джорджа Горинга, 1-го графа Норвича. В этом браке родились 14 детей, в том числе дочь Элизабет (умерла в 1722/24), сыновья Уильям (1631—1680), 3-й барон Бреретон, Томас (1635—1683), Генри (1636—1659), Джордж (1638—1672). Пять дочерей дожили до взрослых лет, но умерли незамужними — по-видимому, из-за отсутствия у Бреретона средств на приданое.